# A Queda da Casa de Usher
A Queda da Casa de Usher (em inglês: The Fall of the House of Usher) é um conto de Edgar Allan Poe, publicado pela primeira vez em 1839 na Burton's Gentleman's Magazine, então incluído na coleção Contos do Grotesco e do Arabesco. A obra é de ficção gótica e inclui temas de loucura, família, isolamento e identidades metafísicas.

## Enredo
A história começa com um narrador sem nome que chega na casa de seu amigo, Roderick Usher, tendo recebido uma carta dele em uma parte distante do país queixando-se de uma doença, e pedindo sua ajuda. Quando ele chega, o narrador observa uma fina rachadura que se estende a partir do telhado, na parte da frente do edifício até o lago.
Embora Poe tenha escrito este conto antes da invenção da ciência psicológica moderna, a condição de Roderick pode ser descrita de acordo com sua terminologia. Ele inclui uma forma de sobrecarga sensorial conhecida como hiperestesia (hipersensibilidade a texturas, luz, sons, cheiros e sabores), hipocondria (uma preocupação ou temeridade excessiva em ter uma doença grave) e ansiedade aguda. É revelado que a irmã gêmea de Roderick, Madeline, também está doente e cai em transes catalépticos, como em estado de morte. O narrador está impressionado com as pinturas de Roderick, e tenta animá-lo, lendo com ele e ouvindo suas composições musicais improvisadas no violão. Roderick canta "O Palácio Assombrado", então, diz ao narrador que ele acredita que a casa em que vive pode estar viva, e que essa sensibilidade decorre do arranjo da casa e da vegetação que a rodeia.
Roderick depois informa o narrador que sua irmã morreu e insiste em ela ser sepultada por duas semanas no túmulo da família localizado na casa antes de ser enterrada de forma permanente. O narrador ajuda Roderick a colocar o corpo no túmulo, e ele observa que Madeline tem bochechas rosadas, como fazem alguns após a morte. Eles a enterram, mas ao longo da próxima semana, tanto Roderick e o narrador tornam-se cada vez mais agitados, sem motivo aparente. Uma tempestade começa. Roderick vai para o quarto do narrador, que está situado diretamente acima da abóbada, e abre a janela para a tempestade. Ele percebe que o redor da casa parece brilhar no escuro, como brilhava nas pinturas de Roderick Usher, embora não haja um raio.

O narrador tenta acalmar Roderick lendo em voz alta The Mad Tryst, um romance que envolve um cavaleiro chamado Ethelred que invade a residência de um eremita em uma tentativa de escapar de uma tempestade se aproximando, apenas para encontrar um palácio de ouro guardado por um dragão. Ele também encontra, pendurado na parede, um escudo de latão brilhante em que está escrito uma lenda:

"Quem aqui entrar conquistador será;
Quem o dragão liquidar o escudo obterá".

Com um golpe de seu porrete, Ethelred mata o dragão, que morre com um grito estridente, e passa a ter o escudo, que cai no chão com um barulho irritante.

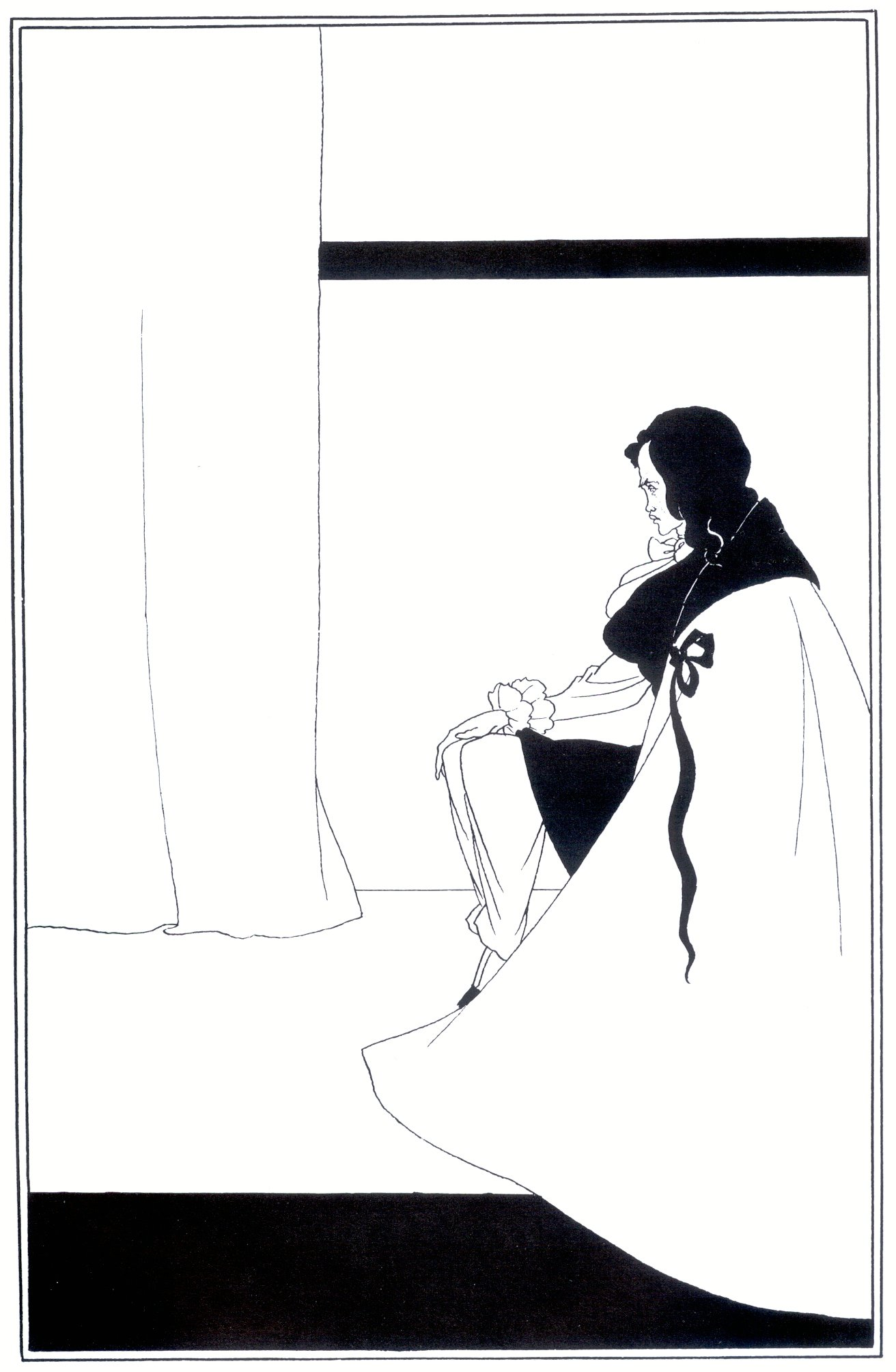
Ilustração de 1894 por Aubrey Beardsley.

Enquanto o narrador lê a entrada forçada do cavaleiro na residência, rachaduras e sons rasgantes são ouvidos em algum lugar da casa. Quando o dragão é descrito como gritando enquanto morre, um grito é ouvido, mais uma vez dentro da casa. Enquanto ele relata o escudo caindo de fora da parede, uma reverberação, metálica e oca, pode ser ouvida. Roderick torna-se cada vez mais histérico e, eventualmente, exclama que estes sons estão sendo feitos por sua irmã, que estava de fato viva quando foi enterrada. Além disso, Roderick de alguma forma sabia que ela estava viva. A porta do quarto é então soprada e se abre para revelar Madeline parada lá. Ela cai sob seu irmão, e os dois atingem o chão como cadáveres. O narrador então foge da casa e, enquanto ele faz isso, nota-se um clarão de luz da lua atrás dele, fazendo-o voltar a tempo de ver a lua brilhando através da rachadura arregalada. Enquanto ele observa, a Casa de Usher se divide em duas e os fragmentos afundam no lago.

## História da publicação
"A Queda da Casa de Usher" foi publicado pela primeira vez em setembro de 1839 na Burton's Gentleman's Magazine. Foi ligeiramente revisado em 1840 para Tales of the Grotesque and Arabesque. Contêm em si o poema "O Palácio Assombrado", que tinha sido anteriormente publicado separadamente na edição de abril de 1839 da revista Baltimore Museum.
Em 1928, Éditions Narcisse, predecessora da Black Sun Press, publicou uma edição limitada de 300 exemplares numerados com ilustrações de Hans-Henning von Voigt.

## Análise
"A Queda da Casa de Usher" é considerado o melhor exemplo da "totalidade" de Poe, onde cada elemento e detalhe é relacionado e relevante.
O tema do castelo assombrado em ruínas é uma característica fundamental da obra de Horace Walpole, O Castelo de Otranto (1764), o que contribui largamente para a definição do gênero gótico. A presença de uma casa espaçosa desintegrando simboliza a destruição do corpo que é um elemento característico nas últimas obras de Poe.

"A Queda da Casa de Usher" mostra a capacidade do ponto de entrada para criar um tom emocional em sua obra, especificamente os sentimentos de medo, desgraça, e culpa. Estas emoções são o centro de Roderick Usher que, como muitos dos personagens de Poe, sofre de uma doença sem nome. Assim como o narrador em "O Coração Revelador", sua doença inflama seus sentidos hiperativos. A doença se manifesta fisicamente, mas baseia-se no estado mental ou mesmo moral de Roderick. Ele está doente, sugere-se, porque ele espera estar doente com base na história da doença de sua família e é, portanto, essencialmente, um hipocondríaco. Da mesma forma, ele enterra sua irmã viva porque ele espera enterrá-la viva, criando a sua própria profecia autorrealizável.

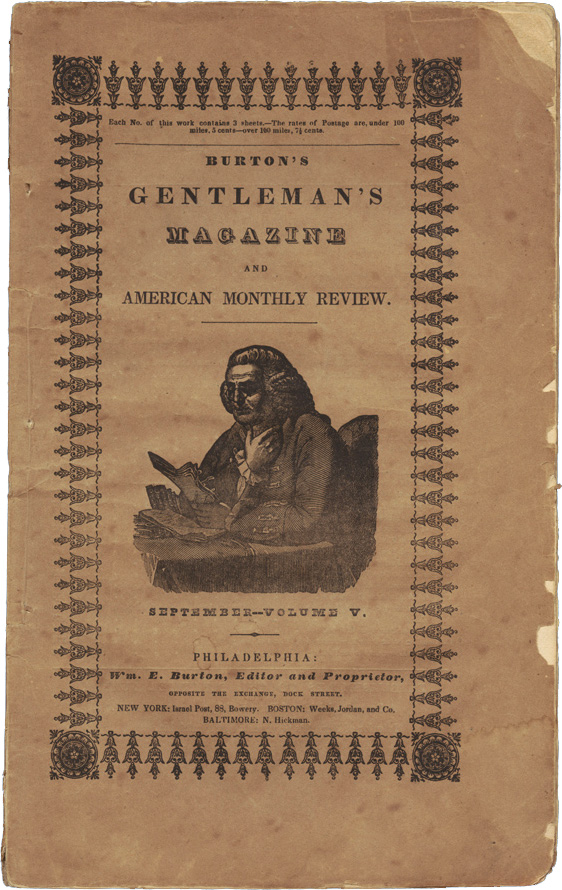
"A Queda da Casa de Usher" foi publicado em setembro de 1839 na edição da Burton's Gentleman's Magazine.

A Casa de Usher, refere-se duplamente tanto à estrutura atual e a família, desempenha um papel significativo na história. É o primeiro "personagem" que o narrador apresenta ao leitor, apresentando com uma descrição humanizada: as janelas são descritas como "olhos" duas vezes no primeiro parágrafo. A rachadura que se desenvolve em seu lado é um símbolo da decadência da família Usher e a casa "morre", juntamente com os dois irmãos Usher. Esta ligação foi enfatizada no poema de Roderick "O Palácio Assombrado", que parece ser uma referência direta para a casa que prenuncia desgraça.
L. Sprague de Camp, em seu Lovecraft: A Biography [p. 246f], escreveu que "segundo ao tardio [perito de Poe] Thomas O. Mabbott, [H. P.] Lovecraft, em "Supernatural Horror", resolveu um problema na interpretação de Poe", argumentando que "Roderick Usher, sua irmã Madeline, e a casa, todos compartilham uma alma em comum". A explícita dimensão psicológica deste conto levou muitos críticos a analisá-lo como uma descrição da psique humana, comparando, por exemplo, a Casa com o inconsciente, e sua rachadura central com uma personalidade dividida. Transtorno mental também é evocado através dos temas de melancolia, possível incesto, e vampirismo. Uma relação incestuosa entre Roderick e Madeline nunca é explicitamente indicada, mas parece implícita pela estranha ligação entre os dois.
Ópio, que Poe menciona diversas vezes em ambas as suas prosas e poemas, é mencionado duas vezes no conto. A sensação sombria ocasionada pela paisagem sombria em torno da casa Usher é comparada pelo narrador com a doença causada pelos sintomas de abstinência de um viciado opiáceo. O narrador também descreve a aparência de Roderick Usher como a de um "comedor de ópio irrecuperável".
Embora não haja declarações diretas que sustentem suas conclusões, os estudiosos demonstraram que a linguagem usada por Roderick para descrever sua irmã estava cheia de indícios de um possível relacionamento incestuoso entre os gêmeos. Eles argumentam que essa perversão é a causa real da queda da casa, bem como o fim da linhagem dos Ushers.

### Alusões e referências
- O epígrafo da abertura cita "Le Refus" (1831) pelo compositor francês Pierre-Jean de Béranger (1780–1857), traduzido em inglês como "o coração é um alaúde suspenso, logo que for tocado, ele ressoa". O texto original de Béranger lê "Mon cœur" (meu coração) e não "Son cœur" (seu coração).

- O narrador descreve uma das composições musicais de Usher como "uma... singular perversão e amplificação do selvagem ar da última valsa de Von Weber". Poe aqui refere-se a uma obra popular de piano de seu tempo—que, embora indo pelo título de "A Última Valsa de Weber" foi, na verdade, composta por Carl Gottlieb Reissiger (1798–1859).[11] Uma cópia do manuscrito da música foi encontrado entre os papéis de Weber após sua morte em 1826, a obra foi erroneamente atribuída a ele.

- A pintura de Usher lembra o narrador do pintor britânico-suíço Johann Heinrich Füssli (1741–1825).

- O escritor alemão E. T. A. Hoffmann, que era um modelo e inspiração para Poe, publicou a história "Das Majorat" em 1819. Há muitas semelhanças entre as duas histórias, como a quebra em duas de uma casa, sons assustadores na noite, a história dentro de uma história e de o proprietário da casa que está sendo chamado de "Roderich". Como Poe estava familiarizado com as obras de Hoffmann ele certamente conhecia a história e habilmente tirou dela usando o elemento para seus próprios fins.[12]

- Outro autor alemão, Heinrich Clauren na sua história de 1812, "O Castelo do Ladrão", traduzido em inglês por John Hardman e publicado na Blackwood's Magazine em 1828 como "A Torre do Ladrão", pode ter servido como uma inspiração de acordo com Arno Schmidt e Thomas Hansen.[13] Bem como, elementos comuns, como uma jovem mulher com medo de enterro prematuro enterrada em um sepulcro diretamente sob a câmara do protagonista, instrumentos de cordas, e o gêmeo vivo da menina enterrada, Diane Hoeveler identifica a evidência textual do uso de Poe da história, e conclui que a inclusão de Mortuorum de Virgílio é desenhado a partir do uso de um mesmo livro obscuro em "A Torre do Ladrão".[1][14]

## Importância literária e criticismo
Junto com "O Coração Revelador", "O Gato Preto" e "O Barril de Amontillado", "A Queda da Casa de Usher" é considerada mais famosa obra em prosa de Poe. Esta obra macabra altamente inquietante é reconhecida como a obra-prima da literatura gótica estadunidense. Na verdade, como em muitos de seus contos, Poe empresta muito da tradição gótica já desenvolvida. Ainda assim, como G. R. Thompson escreve em sua Introdução ao Great Short Works of Edgar Allan Poe [p. 36], "o conto tem sido saudado como uma obra-prima do horror gótico, é também uma obra-prima da ironia dramática e simbolismo estrutural".
"A Queda da Casa de Usher" tem sido criticado por ser demasiado estereotipado. Poe foi criticado por seguir seus próprios padrões estabelecidos em obras como "Morella" e "Ligeia" usando personagens de estoque em ações de estoque e situações de estoque. Temas repetitivos como uma doença não identificável, loucura e ressurreição também são criticados.

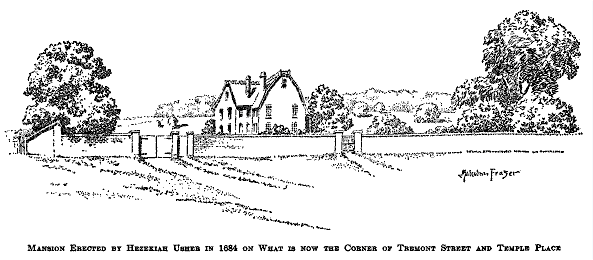
A casa do filho de Hezekiah Usher, Hezekiah.

A inspiração de Poe para a história pode ser baseada em eventos da Casa de Hezekiah Usher, que estava localizada na propriedade Usher que é agora uma área de três quarteirões delimitada na Boston moderna com a Tremont Street no noroeste, Washington Street no sudeste, Avery Street no sul e Winter Street, no norte. A casa foi construída em 1684 e foi demolida ou realocada em 1830. Outras informações dizem que um marinheiro e a jovem esposa do antigo proprietário foram pegos e sepultados em seu ponto de encontro pelo marido. Quando a Casa Usher foi demolida em 1830, dois corpos foram encontrados abraçados em uma cavidade na adega.
Outra fonte de inspiração pode ser de um casal real pelo nome de Sr. e Sra. Luke Usher, os amigos e colegas atores de sua mãe Eliza Poe. O casal cuidou dos três filhos de Eliza (incluindo Poe) durante sua época de doença e morte.
Os estudiosos especulam que Poe, que era uma influência sob Herman Melville, inspirou o personagem de Ahab no romance de Melville, Moby Dick. John McAleer sustentou que a ideia para "objetivar o personagem falho de Ahab" veio da "força evocativa" de "A Queda da Casa de Usher" de Poe. Em ambos Ahab e a casa de Usher, a aparência de solidez fundamental é visivelmente falha—pela cicatriz lívida de Ahab e, pela rachadura na casa de Usher.

## Cinema, televisão e adaptações teatrais
No filme de baixo orçamento de Roger Corman de 1960, conhecido nos Estados Unidos como House of Usher, estrelado por Vincent Price como Roderick Usher, o narrador sendo Philip Winthrop (Mark Damon), que havia se apaixonado pela convalescente Madeline (Myrna Fahey) durante sua breve permanência em Boston e se encanta com ela. Como Roderick revela, a família Usher tem uma história de mal e crueldade tão grandes que ele e Madeline prometeram em sua juventude nunca mais ter filhos e permitir sua família morrer com eles. Winthrop tenta desesperadamente convencer Madeline em ir embora com ele, apesar da desaprovação de Roderick, e está a ponto de ter sucesso quando Madeline cai em uma catalepsia mortal; seu irmão (que sabe que ela ainda está viva) convence Winthrop que ela está morta e corre para colocá-la na cripta da família. Quando ela acorda, Madeline enlouquece por ser enterrada viva e se liberta. Ela confronta seu irmão e começa a estrangulá-lo até a morte. De repente, a casa, já em chamas devido ao carvão caído do fogo, começa a entrar em colapso, e Winthrop foge enquanto Roderick é morto por Madeline e tanto ela e os servos dos Ushers são consumidos pela casa caindo. O filme de Corman foi o primeiro de uma série de oito filmes inspirados na obra de Edgar Allan Poe.
Um fã devoto das obras de Poe, o diretor cult Curtis Harrington abordou a história em seus primeiros e últimos filmes. Lançando-se no duplo papel de Roderick e Madeline Usher em ambas as versões, Harrington gravou um curta silencioso original de 10 minutos em 8 mm em 1942, e gravou uma nove versão de 36 minutos intitulada simplesmente como Usher em 35 mm em 2000 que ele pretendia utilizar em um longo filme de antologia de Poe que nunca veio à fruição. Ambas as versões foram incluídas no lançamento do DVD/Blu-ray de 2013 "Curtis Harrington: The Short Film Collection".
Em 1980, o cineasta surrealista tcheco Jan Švankmajer adaptou a história como um curta-metragem confiando inteiramente em imagens e objetos inanimados no lugar de atores.
Em 2002, Lance Tait escreveu uma peça de um ato The Fall of the House of Usher, com base no conto de Poe. Laura Grace Pattillo escreveu no The Edgar Allan Poe Review (2006), "A peça [de Tait] segue a história original de Poe muito de perto, usando uma figura de Coro feminino para ajudar ainda mais o conto como o 'Amigo' (como Tait nomeia o narrador) alterna entre monólogo e conversação com Usher.
Em 12 de outubro de 2023, foi lançada na Netflix uma minisérie da "A Queda da Casa de Usher" criada por Mike Flanagan, sendo vagamente baseada no conto homônimo de Edgar Allan Poe.

### Lista de filmes
- La Chute de la maison Usher (França, 1928) de Jean Epstein
- The Fall of the House of Usher (Estados Unidos, 1928) de James Sibley Watson e Melville Webber
- The Fall of the House of Usher (Estados Unidos, 1942) de Curtis Harrington
- The Fall of the House of Usher (Reino Unido, 1950) de Ivan Barnett, estrelando Gwen Watford[25]
- House of Usher (a.k.a. The Fall of the House of Usher e The Mysterious House of Usher) (1960) de Roger Corman com Vincent Price
- The Fall of the House of Usher (1966) (TV) com Denholm Elliott
- Histoires extraordinaires: La chute de la maison Usher (1981) (TV) com Mathieu Carrière
- The Fall of the House of Usher, a.k.a. Revenge in the House of Usher (1982) (TV) com Robert Hays, Martin Landau, Dimitra Arliss, Ray Walston, e Charlene Tilton[26]
- Zánik domu Usherů (The Fall of the House of Usher) (1982) (versão animada por Jan Švankmajer)
- El hundimiento de la Casa Usher (1983) de Jesús Franco com Howard Vernon
- The House of Usher (1989) com Oliver Reed
- Usher (Estados Unidos, 2000) de Curtis Harrington
- The Fall of the Louse of Usher (2002) de Ken Russell
- Usher (2004) de Robert Leatherwood
- The House of Usher (2006)
- House of Usher (2008) de David DeCoteau
- La Chute de la maison Usher (Rússia, 2010)
- The Fall of the House of Usher (2012), um curta animado
- The Fall of the House of Usher (2015), narrado por Christopher Lee, um curta animado que faz parte de Extraordinary Tales[27][28]

### Música
Entre 1908 e 1917, o compositor francês Claude Debussy trabalhou em uma ópera chamada La chute de la maison Usher. O libreto era o seu próprio, com base em Poe, e a obra era para ser uma parte companheira para outra ópera curta (Le diable dans le beffroi) com base em "The Devil in the Belfry" de Poe. Com a morte de Debussy, a obra permaneceu inacabada, no entanto. Nos últimos anos têm sido tentadas terminações por dois musicologistas diferentes.
"Lady Eleanor", uma música lançada pela primeira vez em 1970 pela banda de folk rock britânica Lindisfarne, é baseada nesta história.
O primeiro lançamento de The Alan Parsons Project (Tales of Mystery and Imagination de 1976) apresenta uma longa homenagem instrumental a essa história. A lista tem cinco partes: "Prelude", "Arrival", "Intermezzo", "Pavane" e "Fall", e seu estilo mostra música clássica do século XX e rock progressivo. A música incorpora fragmentos da ópera inacabada de Debussy.
Outra versão operística, composta por Philip Glass, em 1987, com libreto de Arthur Yorinks, foi apresentada pela Nashville Opera em 2009. A Long Beach Opera montou uma versão desta obra em fevereiro de 2013 no Warner Grand Theatre em San Pedro, Los Angeles.
Peter Hammill compôs uma ópera baseada na história entre 1973 e 1991 e lançou em 1991. Nesta obra, a própria casa se torna uma parte vocal, para ser cantada pelo mesmo artista que canta o papel de Roderick Usher. O libreto de Chris Judge Smith adota a subtrama de uma atração romântica entre Madeline Usher e o narrador, que é dado o nome de Montresor. Hammill lançou uma versão totalmente reformulada em 1999, sem bateria, mas com um violino adicionado e camadas de guitarra elétrica que criou um som orquestral. Ele também resang todos os seus próprios vocais.
Em 1984, o compositor russo Nikita Koshkin compôs uma obra solo clássica programática de guitarra, intitulada "The Usher Waltz". A peça é frequentemente incluída em programas e concertos e foi gravada por inúmeros guitarristas, incluindo John Williams.
A banda brasileira de rock gótico, Cabine C, tem uma uma peça curta instrumental chamada "A Queda do Solar de Usher" (que é português para "The Fall of the House of Usher"), em seu álbum de 1986, Fósforos de Oxford.
Em 2006, como parte da série Gruselkabinett de Titania Medien, Marc Gruppe adaptou a história em um rádio drama estrelado por Tobias Kluckert como Roderick e Oliver Feld como Philipp.
Em 2008, uma adaptação musical de teatro ("Usher") escrito por dois estudantes de Yale (Sarah Hirsch e Molly Fox) ganhou o prêmio de Melhor Musical no New York International Fringe Festival. O musical, uma vez que renomeado como "The Fall of the House of Usher", subsequentemente ganhou o concurso de apresentação do Pallas Theatre Collective em 2013 e foi apresentado em Washington DC em 2014.